# Partido Obrero (Bahamas)
El Partido Obrero fue un partido político en las Bahamas. Participó en las elecciones generales de 1982, en las que solo recibió 31 votos sin obtener ningún escaño.